# Krasov
.
Krasov (Duits: Kronsdorf) is een Tsjechische gemeente in de regio Moravië-Silezië, en maakt sinds 1960 deel uit van het district Bruntál.
Krasov telt circa 329 inwoners (2006).

## Geschiedenis
Kronsdorf ontstond in het midden van de 15e eeuw en behoorde tot Silezië. Toen dit in 1742 werd gedeeld, viel Kronsdorf onder Oostenrijks Silezië. Rond 1850 werd Kronsdorf (Tsjechische naam Korunov) een gemeente. Na de Eerste Wereldoorlog werd Korunov onderdeel van de nieuwe republiek Tsjecho-Slowakije, en in 1935 werd de naam gewijzigd in Krasov. Na het verdrag van München werd Krasov ingelijfd door het Duitse Rijk. In 1945 werd het weer deel van Tsjecho-Slowakije. Sinds de deling van deze republiek in 1993 behoort Krasov tot Tsjechië.

## Geboren
- Otto Kittel (1917-1945), Duits jachtvlieger

Andělská Hora ·
Bílčice ·
Bohušov ·
Brantice ·
Bruntál ·
Břidličná ·
Býkov-Láryšov ·
Čaková ·
Dětřichov nad Bystřicí ·
Dívčí Hrad ·
Dlouhá Stráň ·
Dolní Moravice ·
Dvorce ·
Heřmanovice ·
Hlinka ·
Holčovice ·
Horní Benešov ·
Horní Město ·
Horní Životice ·
Hošťálkovy ·
Janov ·
Jindřichov ·
Jiříkov ·
Karlova Studánka ·
Karlovice ·
Krasov ·
Krnov ·
Křišťanovice ·
Leskovec nad Moravicí ·
Lichnov ·
Liptaň ·
Lomnice ·
Ludvíkov ·
Malá Morávka ·
Malá Štáhle ·
Město Albrechtice ·
Mezina ·
Milotice nad Opavou ·
Moravskoslezský Kočov ·
Nová Pláň ·
Nové Heřminovy ·
Oborná ·
Osoblaha ·
Petrovice ·
Razová ·
Roudno ·
Rudná pod Pradědem ·
Rusín ·
Rýmařov ·
Ryžoviště ·
Slezské Pavlovice ·
Slezské Rudoltice ·
Stará Ves ·
Staré Heřminovy ·
Staré Město ·
Světlá Hora ·
Svobodné Heřmanice ·
Široká Niva ·
Třemešná ·
Tvrdkov ·
Úvalno ·
Václavov u Bruntálu ·
Valšov ·
Velká Štáhle ·
Vrbno pod Pradědem ·
Vysoká ·
Zátor